# 弗拉基米爾·葉夫根尼耶維奇·拉耶夫斯基

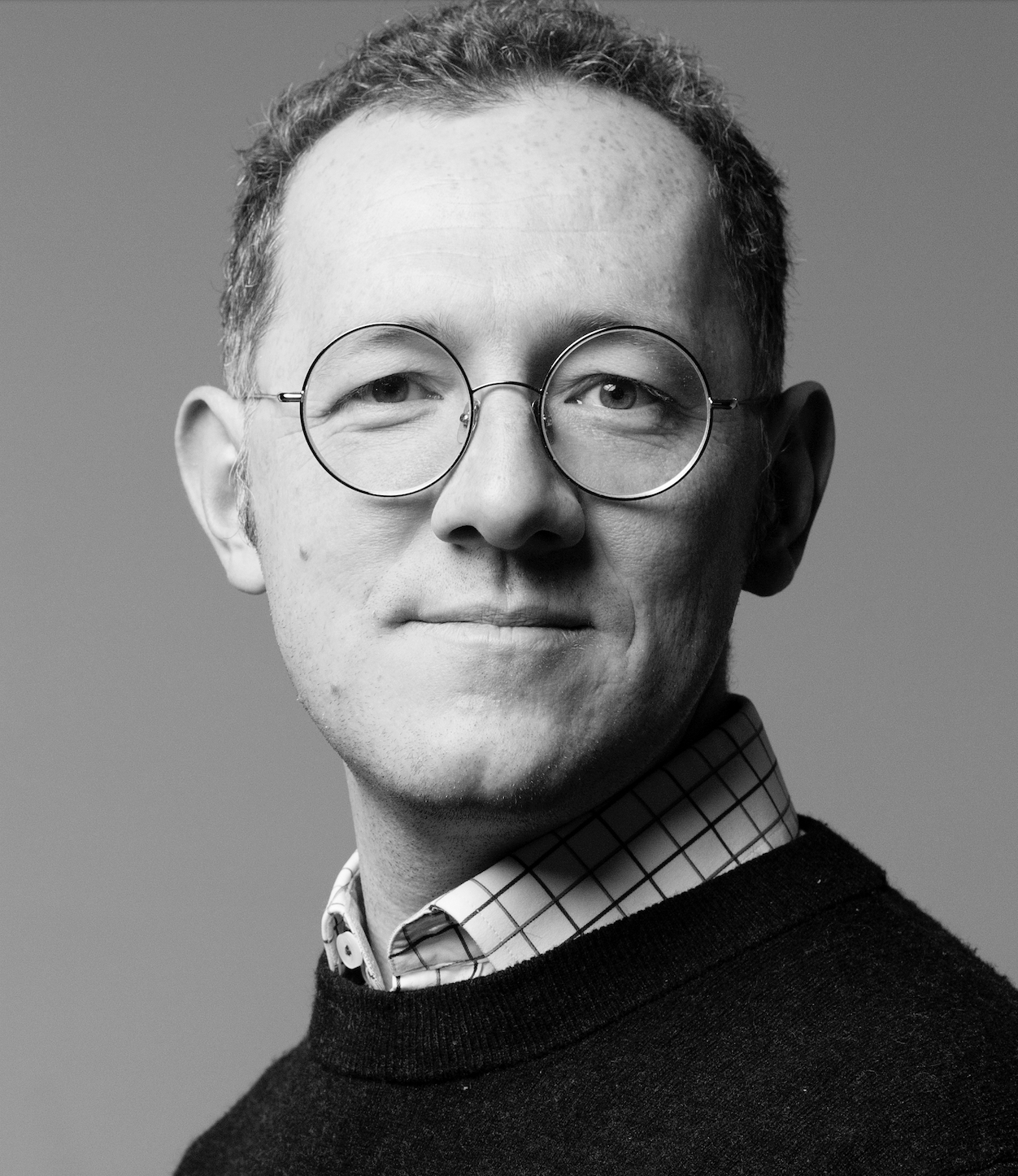

弗拉基米尔·叶夫根尼耶维奇·拉耶夫斯基（羅馬化：Vladimir Yevgenyevich Rayevskiy；1985年5月31日—），俄罗斯记者、电视和广播主持人、制片人。两届国家电视奖TEFI获獎者。